# Nasir Ahmad Durrani
Nasir Ahmad Durrani es un ingeniero y político afgano, quien se desempeñó como Ministro de Agricultura y Ministro de Desarrollo Rural.

## Biografía
Nació y se crio en la Provincia de Laugar, donde completó su estudios primarios y secundarios. Posteriormente, obtuvo su licenciatura en Ingeniería Mecánica de la Universidad de Kabul, además de una Maestría en Desarrollo y Reconstrucción de la Universidad de Nebraska, en Estados Unidos.
En 1980 fue nombrado como gerente general de inversiones del Ministerio de Minas y Petróleo, a lo que le siguió su nombramiento como director administrativo del Ministerio de Obras Públicas en 1993. Ocupó este último cargo hasta el establecimiento del Emirato Islámico de Afganistán en 1996.
Tras pasar un tiempo en el exilio, regresó a su país en 2001, con la caída del Emirato Islámico, y comenzó a trabajar con la empresa francesa Super Gas.
Durrani fue nombrado Viceministro de Minas y Petróleo en 2010 por Hamid Karzai. Durrani se desempeñó en el Ministerio de Minas y Petróleo hasta el final del segundo mandato de Karzai. Después de las elecciones presidenciales afganas de 2014, el presidente Ashraf Ghani Ahmadzai nombró a Nasir Ahmad Durrani Ministro de Rehabilitación y Desarrollo Rural.
Fue designado Ministro de Agricultura encargado en septiembre de 2017, asumiendo el cargo de manera titular en diciembre de 2017, al haber obtenido el voto de confianza de la Asamblea Nacional. Ocupó el cargo hasta noviembre de 2018.